# فدریکو برناردسکی
فدریکو برناردسکی؛ (ایتالیایی: Federico Bernardeschi؛ زادهٔ ۱۶ فوریهٔ ۱۹۹۴) یک بازیکن فوتبال اهل ایتالیا است که در پست مهاجم و وینگر برای تورنتو بازی می‌کند.برناردسکی بخاطر سرعت بالا و شوت های دقیق، در پست وینگر و هافبک راست بازی می‌کند. 

## ویژگی‌های تاکتیکی
نام فدریکو برناردسکی از فصل ۲۰۱۳/۲۰۱۴ رفته رفته در رسانه‌های ایتالیا شنیده شد. جایی که به عنوان یک جوان ۱۹ ساله در سری بی ایتالیا با پیراهن کروتونه هنرنمایی‌هایش را آغاز کرد. او از همان ابتدا نام خودش را به عنوان یک بازیکن کناری چپ پا و تکنیکی مطرح کرد. برناردسکی زیر نظر ماسیمو دراگو تقریباً تمامی آن فصل را به عنوان بازیکن کناری سمت راست در سیستم ۳-۳-۴ در خط تهاجمی تیم به میدان رفت و موفق شد آمار ۱۲ گل و ۷ پاس گل را از خود ثبت کند. آماری که برای یک بازیکن ۱۹ ساله در نخستین فصل جدی اش بسیار قابل قبول بود. برناردسکی از فصل بعد راهی فیورنتینا شد تا شروع به عبور از پله‌های ترقی کند. البته فصل ۲۰۱۴/۲۰۱۵ برای او در فلورانس خوش‌یمن نبود چرا که تقریباً تمام فصل را به علت مصدومیت شدید از دست داد. او تنها توانست در ۷ بازی برای فیورنتینا در سری آ به میدان رود. با شروع فصل ۲۰۱۵/۲۰۱۶ اما همه چیز تغییر کرد و برناردسکی بار دیگر نامش را سر زبان‌ها انداخت. برناردسکی زیر نظر پائولو سوزا موفق شد تا ابعاد جدیدی از بازیش را شکوفا کند و در نقش‌های متفاوت تری به میدان رود. او البته بیشتر فصل را همچنان به عنوان بازیکن کناری سمت راست در سیستم‌های ۳-۳-۴ و ۱-۳-۲-۴ به میدان رفت اما زیر نظر سوسا بازی در نقش وینگ بک را نیز در سیستم ۱-۲-۴-۳ تجربه کرد که نقش مهمی در تطبیق پذیری او داشت. نمودار پیشرفت او کاملاً صعودی بود و باز هم فصل موفقی را نیز نظر سوسا سپری کرد. نکته جالب توجه در این فصل نیز بازی در یک نقش جدید بود. او این بار بیش تر فصل را در نقش مهاجم دوم پشت سر باباکار یا نیکولا کالینیچ انجام وظیفه کرد. نکته جدید بعدی در نقش‌های تاکتیکی او حضور در سمت چپ زمین بود. برناردسکی فصل گذشته بازی‌های زیادی را نیز به عنوان بازیکن کناری سمت چپ در سیستم ۱-۳-۲-۴ انجام وظیفه کرد. فصل گذشته بار دیگر به خوبی نشان داد که برناردسکی تا چه اندازه می‌تواند تطبیق پذیر باشد و به خوبی این توانایی را دارد که در تمامی پست‌ها و نقش‌های تهاجمی به میدان رود. یکی از مهم‌ترین نقاط قوت برناردسکی که تمامی تاکتیک نویسان نیز متفق‌القول آن را تأیید می‌کنند، همین توانایی او برای بازی در نقش‌های مختلف تهاجمی است. تطبیق پذیری او در نقش‌های مختلف خیره‌کننده است. بلیر نیومن، تاکتیک‌نویس فور فور تو، در همین مورد می‌نویسد: «برناردسکی به خوبی در هر نقشی که سوسا او را قرار می‌دهد، می‌درخشد. چنین توانایی برای بازیکن در سن و سال او بسیار عجیب است و به ندرت دیده می‌شود.» این ویژگی برناردسکی انتخاب‌های گوناگونی را در اختیار سرمربی قرار می‌دهد و می‌تواند در طول بازی نیز به پلن‌های او اضافه کند. مسئله‌ای که اتفاقاً باب میل سرمربی همچون ماسیمیلیانو آلگری خواهد بود. آلگری سرمربی است که همواره به سوئیچ کردن‌های پیاپی در طول بازی مشهور است.